# Комсомольский (Октябрьский район)
Комсомольский — посёлок в Октябрьском районе Ханты-Мансийского автономного округа — Югры. Входит в состав Сельского поселения Малый Атлым.

## Статистика населения
| 2010 |
| ---- |
| 391  |

## Климат
Климат резко континентальный, зима суровая, с сильными ветрами и метелями, продолжающаяся семь месяцев. Лето относительно тёплое, но быстротечное.